# Carstvo Gupta
Početkom 4. stoljeća Indija je bila sastavljena od više odvojenih kraljevstva. Godine 320. vladar Magadhe, Čandragupta I, koji je dobio ime po ratobornom maurijskom vladaru, zauzeo je susjedna kraljevstva i osnovao je Carstvo Gupta. Pod njegovim nasljednicima carstvo se širilo uključivalo veći dio Indije te postalo najveća azijska zemlja svih vremena koja je trajala 150 godina. To vrijeme je bilo zlatno doba indijskog slikarstva, arhitekture, kiparstva i književnosti.

### Kako se vodilo carstvo
Gupte su svoje carstvo vodili kao skupinu manjih regija ili potkraljevstva. Svako potkraljevstvo imalo je svog vladara, no svima njima upravljao je car Magadhi, Prva dva Gupta cara proširila su carstvo, dok su kasniji vladari imali zadatak zadržati postojeći teritorij.
- Čandragupta

Za svoje kratke vladavine odvažni Čandragupta I (320. – 330.) proširio je teritorij osvajanjima i svojim brakom s princezom Kumarom Devi iz plemena Lichchavi.
- Samudragupta

Sin Čandragupte I (v.330. – 376.) proširio je carstvo do Bengala u srednjoj Indiji te do dolina rijeka gornja Yamuna i Ganges.
- Čandragupta II

Ime je dobio po djedu, i ovaj treći Gupta dugo je vladao (376. – 415.) i u to vrijeme je cvala indijska umjetnost i književnost.
- Kumaragupta I.

Vladao je od 415. – 455.

## Umjetnost i književnost
U vrijeme Gupta indijski umjetnici stvorili su neka od najljepših djela. U veličanstvenim palačama i hramovima nalaze se izuzetno vrijedne skulpture i slike. Klasični oblici glazbe i plesa iz vremena Gupta još uvijek se izvode u cijeloj Aziji.

### Zidno slikarstvo
Na brežuljcima Ajante ima više od 30 budističkih svetišta i samostana. Mnogi njihovi zidovi ukrašeni su životopisnim freskama ili zidnim slikarijama. To je bila moda koja je trajala stoljećima. Na slikarijama su bili prikazani prizori iz života Budhe i ostalih pobožnih tema.

### Skulpture
Svetišta i palače Gupta krase realistične skulpture. Najomiljenije teme bili su ljudi koji su svetištima davali donacije, Budha i prizori njegova života te ljudi poznati kao Bodhisattive (oni koji su postigli budistički cilj prosvjetljenja i pomagali drugima da dostignu nešto slično). Mnogi kipovi,poput glazbenika koji sjedi, izrađeni su od terakote.
- Spiljska svetišta

Mnoga budistička spiljska svetišta u zapadnoj Indiji urezana su u litice - posao za koji su bile potrebne godine rada jednostavnim oruđem kojim su radile Gupte. Spiljska svetišta su mračna, no prekrasno ukrašena skulpturama i slikarijama.

### Zlatno doba znanja
U vrijeme vladavina Gupta širila su se sveučilišta i bila su poznata po filozofiji, medicini i logici. Bio je razvijen i jezik sanskrt kojim su se pisale velike epske priče. Jedan od najvećih pisaca iz tog vremena bio je Kalidasa koji je živio u vrijeme Čandragupte II i Kumaragupte. Njegova djela uključuju komedije, poeme i herojske drame koje se još izvode.

## Vremenska tablica
| Godina      | Povijesne značajke                                                                      |
| ----------- | --------------------------------------------------------------------------------------- |
| 320.        | Čandragupta I osniva Carstvo Gupta.                                                     |
| 330. – 376. | Samudragupta širi carstvo od rijeke Ind do Bengalskog zaljeva te do planina na sjeveru. |
| 376. – 415. | Čandragupta II osigurava carstvo i unapređuje trgovinu.                                 |
| 415. – 450. | Kalidasa sastavlja većinu svojih pjesama u vrijeme vladavine Kumaragupte.               |
| 450.        | Carstvo počinje propadati pod pritiskom Huna koji nadiru.                               |
| 554.        | Kraj dinastije Gupta sa smrću posljednjeg cara.                                         |